# کیسی، کنتاکی
کیسی (به انگلیسی: Cayce) یک منطقهٔ مسکونی در ایالات متحده آمریکا است که در کنتاکی واقع شده‌است. کیسی ۴٫۲۴ کیلومتر مربع مساحت و ۱۲۳ نفر جمعیت دارد و ۱۲۱٫۹۲ متر بالاتر از سطح دریا واقع شده‌است.